# Битка код Делија
Битка код Делија одиграла се 424. п. н. е. између Атине и Тебе, хегемона Беотије и савезника Спарте. То је била једна од битака Пелопонеског рата.
У бици побеђује Теба користећи и технолошке и тактичке иновације.

## Увод
Атински генерали Демостен и Хипократ планирали су да нападну Беотију. Демостен грешком одлази прерано, искрцава се, али бива издан. Хипократ још није био стигао, тако да Демостен није могао напасти и присиљен је да се повуче.
Генерал Хипократ касније стиже у Беотију и учвршћује се у Делију. Утврђење је завршено за 5 дана. Хипократ оствља део људи у утврђењу, а део шаље натраг. Тебанци су скупили војску да нападну Хипократа, али пошто су приметили да Атињани одлазе сматрали су да нема смисла нападати.
Пагонда из Тебе је био командант удружених снага Беотије. Он се залагао да свеједно нападну, јер је знао да ће се Атињани вратити и да ће користити Делиј као базу за нападе.

## Почетни распоред снага
Пагонда је поставио своју армију близу Атињана. Обе армије су биле сакривене брдом једна од друге.
Беоћани су имали 7.000 хоплита, 1000 коњаника, 500 пелтаста и 10.000 лако наоружаних војника. Формирали су ред од 25 људи. На десном крилу су били војници из Тебе, на центру војници из Халијартре и Коронеје, а лево крило држе војници из Теспије, Танагре и Орхомене.
Кад је генерал Хипократ сазнао колика је Беоћанска војска придружио се главним атинским снагама, остављајући 300 коњаника у Делију. Атињани су имали подједнако хоплита и коњице као Беоћани, али имали су много мање лако наоружаних војника. Један од атинских војника у бици био је филозоф Сократ, који је спасио Алкибијада током повлачења.

## Битка
Док је генерал Хипократ држао говор војницима Беоћани нападоше. У центру се одвијала највећа борба. Беоћанско лево крило је било окружено и близу пораза. Само су се Теспијци на левом крилу добро држали. Победоносна атинска линија је окружила Теспијце и настала је забуна у којој су Атињани убијали једни друге уместо Теспијце. Тада се још нису употребљавале ознаке на штитовима да би препознали своју страну.
Пагонда шаље коњицу да помогне левом крилу и побеђују збуњене Атињане. У међувремену и Беоћанско десно крило је било успешно и Атињани се дадоше у бег. Кад је војска атинског центра видела да су остали без оба крила и они побегоше. Убијено је око 500 Беоћана и 1.000 Атињана, укључујући генерала Хипократа.

## Употреба новог оружја
Беоћани су гањали Атињане до ноћи. Атињани се враћају у Делијску тврђаву. Беоћани захтевају да Атињани напусте њихову свету земљу. Атињани одговарају да је та земља сад њима света и да држе Делиј у самоодбрани јер је Беотија постала савезник Спарте.
Две седнице није било битке, а онда се Беоћанима придружује 2.000 хоплита из Коринта као и друге савезничке трупе. Беоћани праве чудну направу, која је била једна врста бацача пламена и користећи се њом покушавају истерати Атињане ватром из Делија. Убијено је 200 Атињана, а остали су побегли. Беотија повраћа Делиј под своју контролу. Генерал Демостен није знао да је генерал Хипократ изгубио битку и искрцава се са војском, да би убрзо био поражен.

## Значај битке
Ова битка је значајна не само због иновација и коришћења нових технологија. Значајна је јер Пагонда користи планирану тактичку борбу по можда први пут у историји. Дотада су битке између грчких полиса били једноставни сукоби између масовних формација хоплита, где коњица није играла значајнију улогу. У Делију Пагонда користи дубље редове, резерве, коњичке интервенције и постепену промену тактике током битке.